# 卡諾空難
卡諾空難發生於1973年1月22日，當時皇家約旦航空一架波音707被尼日利亞航空用作朝覲包機，由吉達返回尼日利亞的途中在尼日利亞卡諾市機場降落時墜毀，導致176人死亡。該事件為當時最致命的航空事故。

## 事件始末
1973年1月22日，皇家約旦航空一架1971年出廠，編號為JY-ADO的波音707被尼日利亞航空用作朝覲包機，接載當時尼日利亞前去朝聖的穆斯林返回拉各斯。當天由於拉各斯機場天氣惡劣，飛機需要備降在卡諾機場。
但在飛機即將降落卡諾機場時，卡諾機場突然出現沙塵暴，機長只得復飛，其後再次嘗試降落，但降落時主起落架僅輕微接地，前起落架在強壓力下折斷，主起落架也刺穿機翼，飛機在跑道中線上墜地，滑出跑道外沿並起火。由於疏散過晚，僅26人得以生還，170名乘客和6名機組人員不幸遇難。
此次空難是當時世界上最慘烈的航空事故，但事發14個月後的土耳其航空981號班機空難（346人死亡）打破了這一紀錄，而現時涉及單架飛機的最嚴重空難為致使520人死亡的日本航空123號班機空難。截至2014年1月，該事件仍然是尼日利亞最致命的航空事故。